# Hans Georg Fassbender

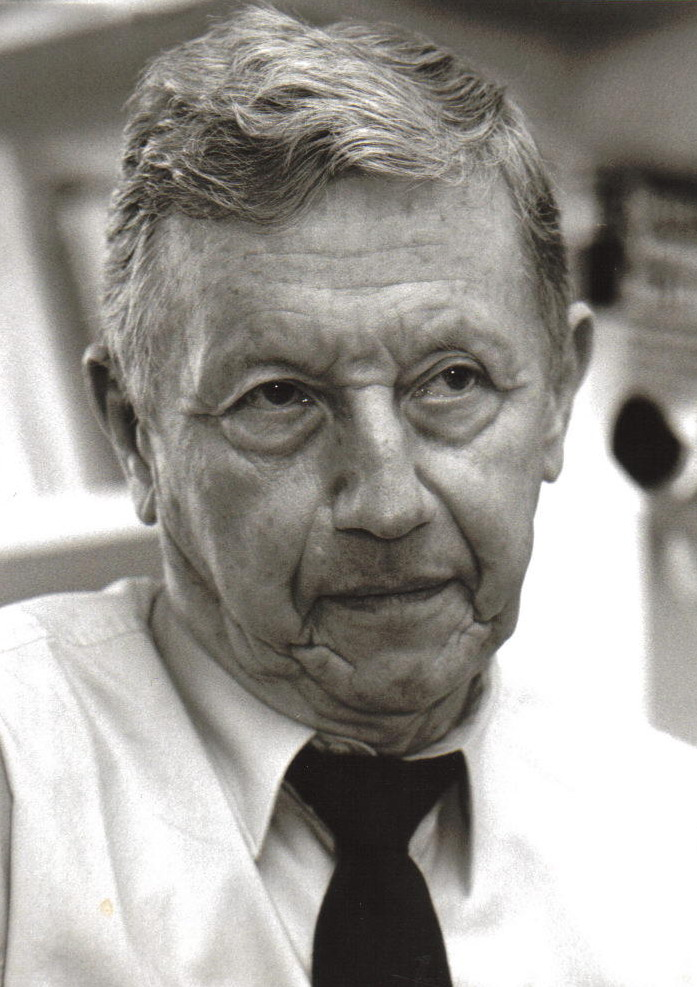
Hans Georg Fassbender

Hans Georg Fassbender (* 29. Januar 1920 in Koblenz; † 28. Mai 2015) war ein deutscher Pathologe, Professor für allgemeine Pathologie und Pathologische Anatomie an der Universität Mainz sowie Gründer und Direktor des Zentrums für Rheuma-Pathologie.

## Leben
Sein Medizinstudium nahm Hans Georg Fassbender 1939 auf, das er, nach seiner Zeit bei der Kriegsmarine von 1940 bis 1945, mit dem Staatsexamen abschloss. 1946 und 1947 arbeitete er als Assistent an den Pathologischen Instituten Braunschweig und Mainz. 1951 wurde er mit Habilitation im Fach Allgemeine Pathologie und Pathologische Anatomie an der Universität Mainz Oberarzt und Privatdozent. Nach sechs Jahren  Leitung des Pathologischen Instituts in Mainz folgte er 1958 für ein Jahr dem Ruf an das Pathologische Institut der Universität Zürich, wo er vertretungsweise die Position des ersten Prosektors ausfüllte. 1960 kehrte er als beamteter Professor an die Universität Mainz zurück. 1964 trat Fassbender in die Bundeswehr ein, gründete innerhalb dieser als leitender Pathologe und später Flottenarzt ein zentrales Institut für Allgemeine und Experimentelle Pathologie im Auftrag des Bundesverteidigungsministeriums. Aus der Bundeswehr schied er 1977 aus. 1974 gründete er das Zentrum für Rheuma-Pathologie – seither war er Direktor des Instituts.
Fassbender ist Autor von 290 Publikationen und 790 Vorträgen (Invited Lectures) und schrieb Buchbeiträge in zahlreichen deutschen, englischen und japanischen Hand- und Lehrbüchern vor allem auf dem Gebiet der Rheumatologie und Endokrinologie.

## Leistungen
- Aufdeckung der Bedeutung der reaktiven Synovitis bei Arthrose, welche die Grundlage für den Einsatz von Antiphlogistika in der Therapie bildete[1]
- Nachweis des onkologischen Charakters der Gelenkzerstörung bei Rheumatoider Arthritis, durch welchen Knorpel und Knochen in kurzen wiederholten Attacken zerstört wird[2][3]
- Aufdeckung ultrastruktureller Veränderungen bei Polymyalgia rheumatica
- Entdeckung eines nicht-entzündlichen Mechanismus der Knochen- und Gelenkprozesse bei Arthritis psoriatica und anderer Krankheiten aus dem Formenkreis der seronegativen Spondarthritiden[4]
- Nachweis spezifischer Gefäßveränderungen im Synovialgewebe bei Arthritis psoriatica und Morbus Bechterew, womit bereits im frühen Jugendalter sich erst später manifestierende Morbus Bechterew-Erkrankungen prognostiziert und damit präventive Maßnahmen ermöglicht werden können[5]
- Aufdeckung einer klinisch latenten Form der bakteriellen Arthritis (KLBA)
- Aufdeckung selbstlimitierender bakterieller Superinfektionen bei chronischen Gelenkerkrankungen, welche sehr häufig sind (37 %), jedoch klinisch meist unentdeckt bleiben
- Strukturelle Analyse chronisch-rezidivierender Gelenkergüsse
- Aufdeckung der Pathomechanismen primär nekrotisierender Prozesse und ihrer Bedeutung für den malignen Verlauf der Rheumatoiden Arthritis[6][7]

## Mitgliedschaften, Funktionen
- Adjunct Professor of Medicine, University of Alabama, Birmingham, Alabama
- Visiting Professor of Pathology, Rush Medical College, Chicago, Illinois
- Visiting Professor of Rheumatology and Immunology, Duke University Medical Center, Durham, North Carolina
- Professor Honorário de Universidade Federal de Pernambuco, Recife, Brasilien
- Visiting Professor für Pathologie der Universität Zagreb, Kroatien
- Director, Section Pathology, WHO Center, Birmingham, Alabama
- Ehrenmitglied in 13 internationalen Akademien und wissenschaftlichen Gesellschaften, darunter der Deutschen Gesellschaft für Rheumatologie
- Präsident, Vizepräsident und Koordinator des wissenschaftlichen Programms beim Europäischen Kongress für Rheumatologie (1971–79)
- Obergutachter im Auftrag des British Medical Council für Forschungsanträge und -ergebnisse von fünf Arbeitsgruppen der Strangeways Laboratories, Cambridge
- Gründer und Leiter des Landesverbandes Rheinland-Pfalz der Deutschen Rheuma-Liga 1976, danach Ehrenpräsident
- Gründer und seither Ehrenvorsitzender des Informationskreises für Eltern Rheumakranker Kinder (seit 1980)

## Ausgewählte Ehrungen
- Carol-Nachman-Preis 1976
- Albertus-Magnus-Medaille für Verdienste um Kunst und Wissenschaft 1980
- Eular Meritorious Service Award Berlin
- Ehrenmedaille des Armed Forces Institute of Pathology (AFIP), Washington
- Bundesverdienstkreuz 1. Klasse für Verdienste um das internationale Ansehen der deutschen Wissenschaft 1993

## Standardwerk
- Pathology and Pathobiology of Rheumatic Diseases. 2. Auflage, Springer, Heidelberg 2002, ISBN 3-540-62942-4 (erste Auflage in Englisch, Deutsch und Japanisch)